# 高浜郵便局 (愛知県)
高浜郵便局（たかはまゆうびんきょく）は愛知県高浜市本郷町にある郵便局。民営化前の分類では集配普通郵便局であった。

## 概要
住所：〒444-1399 愛知県高浜市本郷町1-1-2
民営化直前の集配業務再編において、多くの集配普通郵便局は統括センターとなったが、当局は配達センターとされたため、民営化後も郵便事業株式会社の支店は併設されず、集配センターが併設された。

## 沿革
- 1901年（明治34年）3月10日 - 高浜郵便受取所として開設[1]。
- 1903年（明治36年）12月5日 - 高浜郵便局（三等）となる。
- 1971年（昭和46年）8月16日 - 特定郵便局から普通郵便局に局種別改定[2]。
- 2000年（平成12年）8月14日 - 外国通貨の両替および旅行小切手の売買に関する業務取扱を開始。
- 2007年（平成19年）10月1日 - 民営化に伴い、併設された郵便事業刈谷支店高浜集配センターに一部業務を移管。
- 2012年（平成24年）10月1日 - 日本郵便株式会社発足に伴い、郵便事業刈谷支店高浜集配センターを高浜郵便局に統合。

## 取扱内容
- 郵便、印紙、ゆうパック、内容証明
- 貯金、為替、振替、振込、国際送金、外貨両替・トラベラーズチェック、国債、投資信託
- 生命保険、バイク自賠責保険、自動車保険
- ゆうちょ銀行ATM
- 高浜市内全域の集配業務

## 周辺
- 愛知県立高浜高等学校
- 高浜市立高浜中学校
- 高浜市立高浜小学校
- 高浜市立高取小学校
- 高浜市民センター
- 高浜市女性文化センター
- 高浜豊田病院
- 国道419号

## アクセス
- 名鉄三河線 三河高浜駅から徒歩で約11分。
- 高浜市内循環バス「いきいき号」「刈総高浜分院前」停留所下車。
- 知多半島道路 阿久比ICから東へ約10km、伊勢湾岸自動車道 豊田南ICから衣浦豊田道路経由、約13km。
- 愛知県道47号岡崎半田線沿い。
- 駐車場あり：14台